# Emir Krajišnik
Pour les articles homonymes, voir Krajišnik.
Emir Krajišnik (né en 1954 à Banja Luka) est un peintre, un sculpteur et un vidéaste bosnien. De 1975 à 1980, il a étudié à l'Académie des Beaux-Arts de Belgrade. Depuis 1991, il vit en Suède.
Depuis 1992, Emir Krajišnik dirige une galerie à Gävle, la ville qui lui a accordé une bourse d'études et qui lui a permis de montrer son œuvre dans l'espace public. En plus de ses expositions à Gävle et Stockholm, en 2003, il a exposé son travail à la Cité internationale des arts de Paris. En 2000, il a participé au Symposium de la sculpture Forma Vivaà à Portorož (Slovénie) et, en 2004, au 1er Symposium international de la sculpture en albâtre de Volterra (Italie). Par les lieux de ses expositions individuelles, en plus de la Cité des Arts, on peut citer la galerie de la Maison de la jeunesse à Belgrade en 1996, le Musée national de Kraljevo en 1998, le Länsmuseet de Gävle en 2001 ou encore le Örebro Konsthall, à Örebro (Suède) en 2006.
À côté de ce travail d'artiste visuel, Emir Krajišnik travaille aussi en tant que vidéaste. Il produit des films au format DVCAM, comme le court-métrage Getterna i Maleas, réalisé en 2002.